# Altenberg an der Rax
Altenberg an der Rax ist ein Ort im Oberen Mürztal in der Steiermark wie auch – als Altenberg – Ortschaft und Katastralgemeinde der Gemeinde Neuberg an der Mürz im Bezirk Bruck-Mürzzuschlag.
Vn 1849 bis 2014 bildete Altenberg eine eigenständige Gemeinde. Seither wird es als Ortsteil der Gemeinde geführt.

## Geografie
Altenberg an der Rax befindet sich etwa 40 Kilometer nordöstlich von Bruck an der Mur, 8 km nördlich von Mürzzuschlag. Es liegt im Altenbergtal, einem Nebental an der oberen Mürz bei Kapellen. Das Tal bildet die Grenze der Mürzsteger Alpen und der Rax-Schneeberg-Gruppe. Im Westen erhebt sich der Gebirgsstock Schneealpe (1903 m ü. A.), im Nordosten der der Raxalpe (2007 m ü. A.).

### Ort, Ortschaft und Katastralgemeinde
Die Rotte Altenberg an der Rax liegt 5 km östlich von Neuberg. Sie zieht sich den Gutteil des Tals am Altenberger Bach entlang, auf Höhen von 750 bis 800 m ü. A.
Die Ortschaft Altenberg umfasst neben dem Ort selbst auch die Ortslagen Knappendorf und In der Naß am Altenbergerbach weiter taleinwärts, Kerngraben im Nebental Richtung Rax, und Lohmgraben im Nebental Richtung Schneealpe, sowie einige Hütten auf der Schneealpe. Diese Ortschaft umfasst gut 150 Adressen mit etwa 260 Einwohnern. Direkt nördlich des Ortes erhebt sich der Alternberger Erzberg (982 m ü. A.)
Die Katastralgemeinde Altenberg ist mit 5765.5 Hektar und 14½ km Ausdehnung viel umfassender: Sie zieht sich vom Stelzer (947 m ü. A.) an der Mürz direkt über Kapellen bis an das Gamseck (1857 m ü. A.) der Rax, und dann entlang der Landesgrenze nordwärts über Naßkamm und Amaißbichl (1848 m ü. A.) und um das ganzen Plateau der Schneealpe und die nördlichen Vorberge bis zum Waxenegg (1647 m ü. A.) und über den Kreuzsattel und den Glatzeten Kogel bis hinüber an der Grassgraben, und noch westwärts weiter die Kalte Mürz hinaus zu der Stelle bei Neuwald, wo sich Kalte Mürz und Stille Mürz zur Mürz vereinen, schon am Fuß von Göller und Gippel.

Zu diesem Katastralgebiet gehören auch die Ortschaften Greith südwestlich über der Mürz bei Kapellen, und Steinalpl ganz im Norden an der Stillen Mürz.
Der niedrigste Punkt von Altenberg liegt bei 725 m. Der höchste Punkt ist auch gleichzeitig der höchste Punkt der Schneealm und befindet sich auf dem Windberg bei 1903 m.

### Nachbarortslagen
| Herrschaftsgründe (KG, Gem. St. Ägyd a.Nw., Bez. Lilienf., NÖ) Steinalpl (O) Mürzsteg (KG) Krampen (KG) | Schwarzau im Gebirge (KG) Graben (O) ∗ (Gem. Schwarzau i.Geb., Bez. Neunk., NÖ) Knappendorf | ∗                                                             |
| Lohmgraben Neuberg (KG)                                                                                 | Kompassrose, die auf Nachbargemeinden zeigt                                                 | Kerngraben Raxen (O, KG Kapellen) ∗ Kohlbachgraben (O Stojen) |
| Greith (O)                                                                                              | Stojen (O, KG Kapellen) Kapellen (KG) ∗                                                     |                                                               |

∗ .Die KG Kapellen zieht sich bis auf das Raxplateau im Nordosten des Ortes: Ortslage Rax der Ortschaft Raxen; Zur Ortschaft Graben gehören neben Naßwald auch die Schwarzauer Anteile an der Rax: Ortslage Rax-Plateau.

### Geologie und Bodenkunde

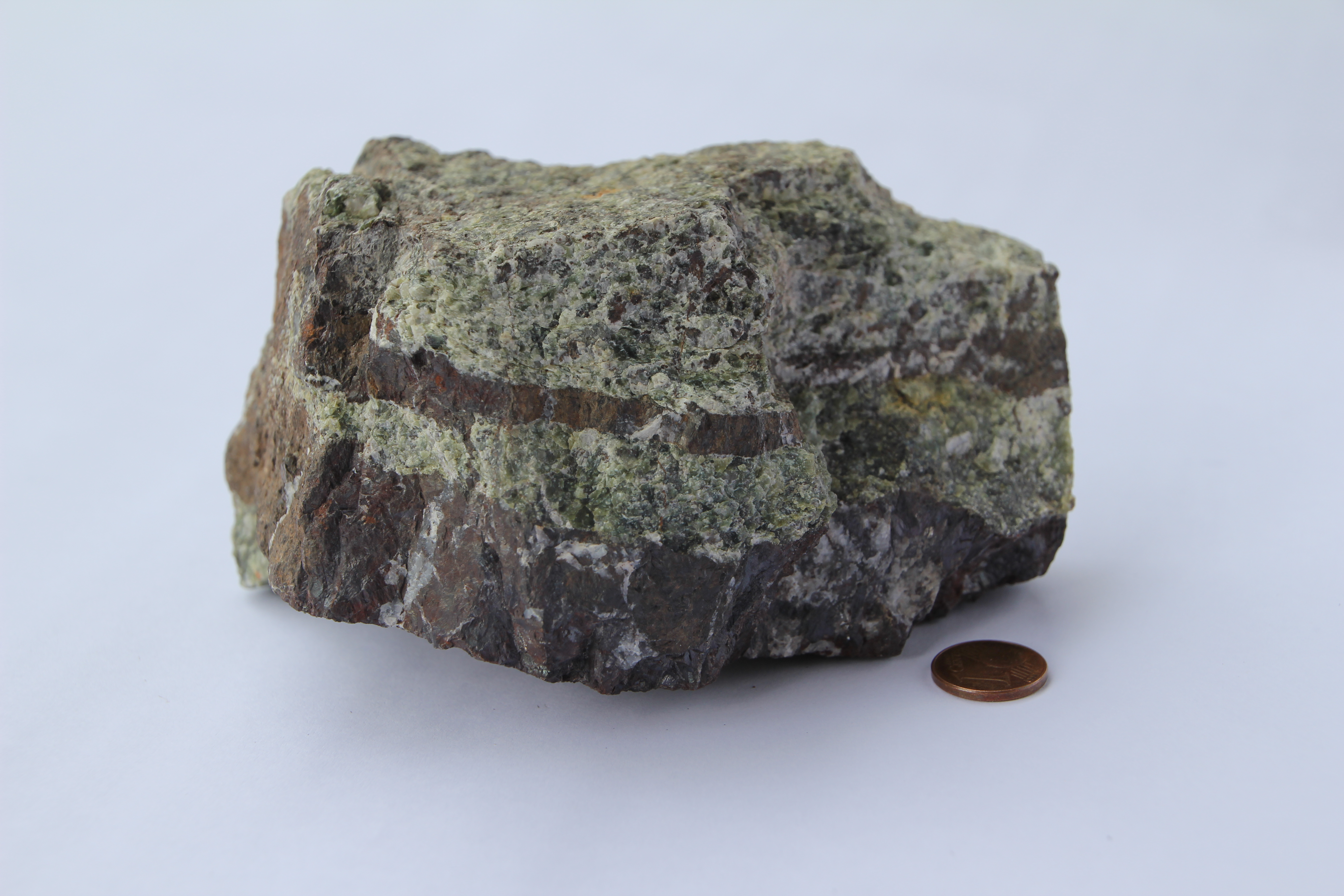
Blasseneck-Porphyroid mit Sideriteinlagerung

Die Region um Altenberg an der Rax ist maßgeblich von der Geologie der Kalkalpen und der Grauwackenzone geprägt.
Die Grauwackenzone unter Altenberg entstand im Paläozoikum im Bereich der heutigen Antarktis. In dieser Zeit bildeten sich als älteste in Altenberg vorkommende Gesteine Phyllit und Grünschiefer. Aufbauend auf diesen Schichten wurde als weiteres Gestein der Grauwackenzone Porphyroid gebildet, ein vulkanisches Gestein. Der Blasseneck-Porphyroid ist durchzogen von Siderit, welcher im Paläozoikum von unten in Klüfte, Hohlräume und Risse eingedrungen ist. Eisenerze wie dieses bildeten die Grundlage für den früheren Eisenerzabbau in der Region.
In weiterer Folge sammelten sich im Mesozoikum aufbauend auf die Grauwackenzone Ablagerungen am Meeresgrund, die späteren Bestandteile der Kalkalpen. Während dieser Prozesse befand sich Altenberg auf Höhe des Äquators und bewegte sich weiter nordwärts. So entstanden die Gesteine der Werfener Schichten, später der Gutensteiner Kalk und darauffolgend der Wettersteinkalk und -dolomit. Während der Gebirgsbildung der Alpen wurden diese Gesteinsschichten emporgehoben. Durch Steinfunde an verschiedenen Stellen in Altenberg ist diese Schichtfolge heute noch nachvollziehbar.
Am Ende des Alttertiärs waren beide Berge bereits zu einer Hügellandschaft abgetragen, die sich als Gipfelflur am besten auf den Plateaubergen der östlichen Kalkalpen, wie eben Rax und Schneealm, erhalten hat.
Während der nachfolgenden Eiszeiten prägten Gletscherbewegungen die Landschaft. Von den Gletschern übrig ist heute in Altenberg nur noch unsortiertes kalkhaltiges Moränenmaterial.
Laut eBod

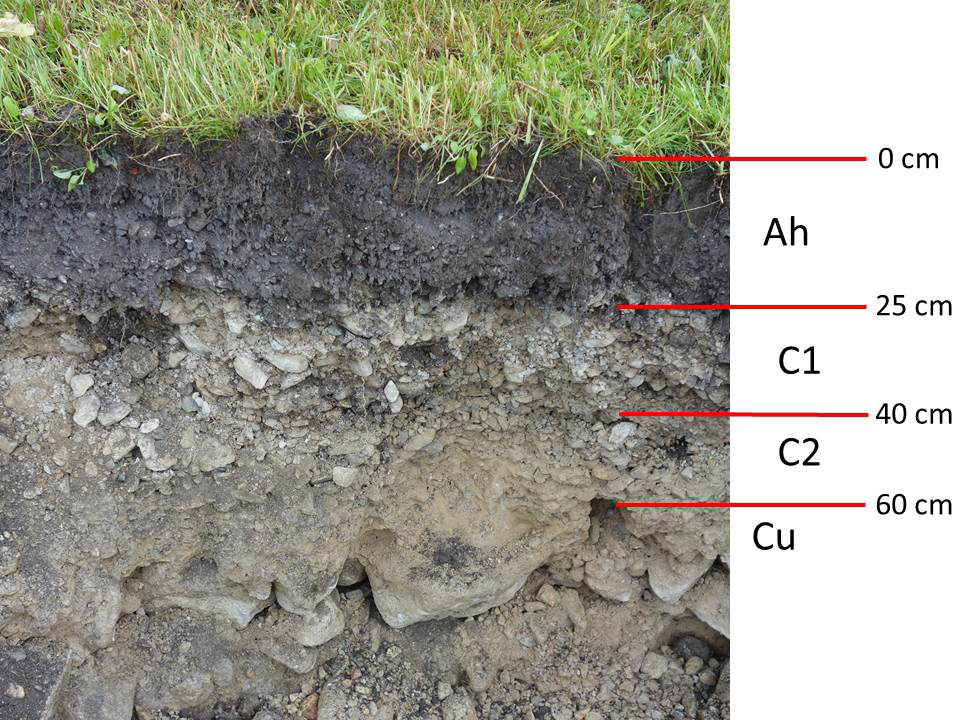
Carbonathaltiger verbraunter Auboden

liegen im nicht bewaldeten Gebiet von Altenberg an der Rax vorwiegend Fels- und Lockersediment-Braunerden sowie Gebirgsschwarzerden vor.
Nördlich der Ortschaft (Koordinaten: N 17° 41,008‘, E 15° 38,074‘) wurde eine Bodenprofilansprache durchgeführt. Die Bodenprofilgrube wurde auf einer Wiese mit leichter Hanglage zwischen zwei Bächen, in der Nähe des Lohmgrabens, ausgehoben, wobei der genaue Standort nach Bohrstock-Sondierungen auf der Wiese ausgewählt wurde.
Mittels der Profilansprache konnte der Boden als carbonathaltiger Schwemmboden klassifiziert werden. Dabei wurden folgende Horizonte abgegrenzt:
- Ah: Humoser, skelettreicher, intensiv durchwurzelter A-Horizont mit krümeliger Struktur, was auf biogene Aktivität von Regenwürmern hinweist.
- C1 und C2: Übergangshorizonte, die sich in der Korngröße unterscheiden. Die hangparallele Schichtung ergibt sich aus der Ablagerung unterschiedlicher Korngrößen bei verschiedenen Hochwasserereignissen. Die Verbraunungsmerkmale im BC2-Horizont sind durch Verwitterung des kalkhaltigen Ausgangssubstrates vor der Ablagerung (ex-situ) entstanden.
- Cu: Nicht an der Bodenbildung beteiligtes Material aus einer Seitenmoräne.

Sondierungen mit dem Bohrstock zeigen eine kleinräumige Verzahnung mit den Bodentypen carbonathaltiger verbraunter Auboden, brauner Auboden und Braunerde.
Das Ausgangsmaterial ist stark carbonathaltig, der Ah-Horizont ist durch die Wurzel-Exsudate weitgehend entkalkt. Der Carbonatgehalt nimmt mit der Bodentiefe zu. Die Böden sind sehr flachgründig und skelettreich, daher nur für Grünlandnutzung geeignet.

### Klima, Flora und Fauna
Altenberg liegt in der Klimaregion Oberes Mürztal. Es handelt sich um mäßig winterkaltes und mäßig sommerwarmes Klima.
Im Gemeindegebiet von Altenberg gibt es eine hohe botanische Artenvielfalt, insbesondere auf dem Gebiet der Schneealpe. Besonders hervorzuheben sind die vielfältigen Blumenwiesen und das Vorkommen von Arten der Roten Liste.
Leicht zu bewirtschaftendes Grünland wird zumeist intensiv genutzt. In steileren oder schwer zugänglichen Lagen, auf privaten Kleinwiesen im Talbereich, sehr feuchten Standorten oder Randlagen sind jedoch oft artenreiche und/oder schützenswerte und wertvolle Pflanzengesellschaften und -arten zu finden. Folgende Auswahl von Grünland-Vegetationstypen beschreiben Typen dieser extensiven Wiesen im Altenbergtal:
- Mitteleuropäischer basenreicher Mäh-Halbtrockenrasen: Vom Wasserhaushalt relativ trockene, nährstoffarme sowie basenreiche Standorte, die nicht gedüngt und nur einmal im Jahr gemäht oder beweidet werden, weisen einen hohen Artenreichtum auf. Die im Juni 2014 aufgenommene Fläche wies 56 Arten auf und war somit die artenreichste Aufnahme im Rahmen der Vegetationsaufnahmen. Charakterart ist die Aufrechte Trespe (Bromus erectus). Weiters kommen die laut Roter Liste gefährdete Art [Tauben-Skabiose] (Scabiosa columbaria), die Skabiosen-Flockenblume (Centaurea scabiosa) und der Wundklee (Anthyllis vulneraria) vor.
- Frische artenreiche Fettwiese der Tieflagen bzw. der Bergstufe: Je nach Exposition und Neigung ist ein Übergang zwischen Tieflagen und Bergstufe zu erkennen. Auf südexponierten Steilhängen dominieren der Glatthafer (Arrhenatherum elatius) und andere Tieflagenzeiger wie beispielsweise der Wiesen-Pippau (Crepis biennis). Nordexponierte Hänge sind z. B. geprägt von Goldhafer (Trisetum flavescens) oder der Großen Sterndolde (Astrantia major). Auch die unterschiedliche Ausprägung im Basenhaushalt spiegelt sich in der Artenzusammensetzung und v. a. in der Artenvielfalt wider. So waren durchschnittlich 42 Arten auf basenreichen und 32 Arten auf basenarmen Böden zu finden. Generell sind die Bestände auf basenreichen Böden artenreicher. Dieser Wiesentyp ist auch optisch sehr ansprechend: So kommen etwa häufig [Margeriten] (Leucanthemum ircutianum), Wiesen-Bocksbart (Tragopogon orientalis), Wiesen-Glockenblume (Campanula patula) und viele anderen Arten vor.

Neben den genannten Halbtrockenrasen und artenreichen Fettwiesen kommen auch weitere schützenswerte und wertvolle Biotoptypen vor, wie sehr kleinflächig auch bodensaure Magerrasen und Kleinseggenriede.
Zu den naturschutzfachliche Raritäten des Altenberger Grünlandes zählen verschiedene Orchideen-Arten wie beispielsweise die Zweiblättrige Waldhyazinthe (Platanthera bifolia) und das häufige Gefleckte Knabenkraut (Dactylorhiza maculata), sowie die Rote-Liste-Arten Feuerlilie (Lilium bulbiferum – gefährdet), Gelber Frauenschuh (Cypripedium calceolus – gefährdet), Sumpf-Stendelwurz (Epipactis cf. palustris – gefährdet), Dachige Gladiole (Gladiolus imbricatus – vom Aussterben bedroht) und Tauben-Skabiose (Scabiosa columbaria – gefährdet).
Im Juni 2014 wurden im Gebiet Altenberg folgende Fledermausarten mittels akustischer Auswertung festgestellt: Eptesicus nilssonii (Nordfledermaus), Pipistrellus pipistrellus (Zwergfledermaus), Nyctalus noctula (Abendsegler), Myotis myotis (Mausohr), Vespertilio murinus (Zweifarbfledermaus), Brandtfledermäuse (Myotis mystacinus und/oder Myotis brandtii), Nyctalus leisleri (Kleinabendsegler) und Barbastella barbastellus (Mopsfledermaus).

### Gewässer
Das Gemeindegebiet befindet sich in einem Quellenschutzgebiet, dem Wasserschongebiet Rax–Schneeberg–Schneealpe, die Quellen der Ersten Wiener Hochquellenwasserleitung entspringen auch im Gebiet der Rax und Schneealpe.

## Geschichte

Altenberg zwischen Rax und Schneealm (Schneealpe) um 1877 (Aufnahmeblatt der Landesaufnahme)

Die Höhlen, die sich in der Umgebung von Altenberg befinden, haben schon in der Vorzeit steinzeitlichen Jägern als Unterschlupf gedient (Bleiweißgrube bei Kapellen: Speerspitze aus der letzten Zwischeneiszeit, um 183.000 bis 118.000 v. Chr.). Das ganze Gebiet war damals von einem dichten Urwald, dem Cerewald, bedeckt. Nur die Gipfel der Rax und der Schneealm waren unbewaldet.
Eine ständige Besiedelung des Tales erfolgte von Niederösterreich aus wohl erst nach der Völkerwanderung am Beginn des Frühmittelalters. Um 1100 gehörten große Teile Altenbergs zum Herrschaftsbereich der Grafen Formbach-Pitten.
Die erste schriftliche Erwähnung des Ortes Altenbergs in lateinischer Sprache wurde in einer Urkunde aus dem Jahre 1327 gefunden. Erst nach der Gründung des Zisterzienserstiftes Neuberg durch Herzog Otto den Fröhlichen 1327 kam das Gebiet nach und nach in den Besitz des Klosters, so dass im Jahre 1458 von der Mürz bis zum Ameisbichl die heutige Landesgrenze zustande kam.
Der wirtschaftliche Aufschwung, den der Ort durch das Eisen-Bergwerk im 19. Jahrhundert erfuhr, schlug sich in einer Zunahme der Bevölkerung von ca. 300 auf 857 im Jahre 1880 nieder. In diese Zeit fällt auch die Errichtung einer zunächst ein-, später zweiklassigen Volksschule (1879).
In den Jahren 1892 und 1893 wurde das Bergwerk in Altenberg aufgelassen. Zeugen des einstigen Bergwerkbetriebes sind heute noch das Grubenhaus, bewaldete Schutthalden, der Name Knappendorf für den nordöstlichen Ortsteil, den Knappensteig nach Neudorf, und der mächtige Erzbrocken auf dem Kriegerdenkmal.
Als Folge der Bergwerksauflassung und der beiden Weltkriege (1914–1918 und 1939–1945) kam es zu einem Bevölkerungsrückgang. Trotzdem gab es vor allem nach dem Zweiten Weltkrieg eine rege Bautätigkeit, wodurch der Bestand an Häusern verdoppelt werden konnte. Noch vor dem Krieg erfolgte 1938 die Elektrifizierung Altenbergs durch den Bau einer Niederspannungsfreileitung bis zur Trafostation in Altenberg. In den Jahren 1956 und 1965 wurde ein Ortswasserleitungsnetz verlegt.
Das größte Bauvorhaben der Gemeinde Altenberg war der Kanalbau (1984, 1986) im Rahmen des Abwasserverbandes Oberes Mürztal. Zwischen 1994 und 1997 wurde ein neues Feuerwehrhaus im Obergeschoß errichtet.

### Ehemalige Gemeinde
Die vormalige Steuergemeinde Altenberg an der Rax wurde mit Schaffung der Ortsgemeinden 1848/49 eine eigenständige politische Gemeinde. Sie gehörte bis 1902 zum Bezirk Bruck an der Mur, dann zum Bezirk Mürzzuschlag, und nach 2013 kurz zum neuen Bezirk Bruck-Mürzzuschlag.
Seit 2015 ist Altenberg an der Rax im Rahmen der steiermärkischen Gemeindestrukturreform gemeinsam mit den vordem ebenfalls selbständigen Gemeinden Kapellen und Mürzsteg in die Gemeinde Neuberg an der Mürz eingemeindet.
Die ehemalige Gemeinde entspricht der heute noch bestehenden Katastralgemeinde, mit den Ortschaften Altenberg an der Rax, Greith, Steinalpl.
Nachbargemeinden waren zuletzt von Norden ausgehend im Uhrzeigersinn: in Niederösterreich: St. Ägyd am Neuwalde, Schwarzau im Gebirge; in der Steiermark: Kapellen (Steiermark), Neuberg an der Mürz und Mürzsteg.

### Politik
Der Gemeinderat hatte zuletzt 9 Mitglieder, Sitzverteilung seit der Gemeinderatswahl 2010 war 6 ÖVP, 3 SPÖ.
Bürgermeister war bis 31. Dezember 2014 Jakob Holzer (ÖVP), Vizebürgermeister war Werner Stieninger (ÖVP).

### Wappen
|  | Blasonierung (Wappenbeschreibung): In blauem Schild über grünem Schildfuß in Tannenwipfelschnitt ein silberner dreispitziger Berg mit erhöhter mittlerer Spitze, belegt mit einem Gamshaupt. |

Mit der Gemeindefusion wurde das Wappen als solches hinfällig.

## Wirtschaft und Infrastruktur
Der Ort ist von der Preinergscheidstraße (L103/L135) Kapellen – Prein im Schwarzatal auf einer Gemeindestraße zu erreichen.
Hauptwirtschaftszweig ist heute der Tourismus. Aufgrund seiner Landschaft in den Wiener Hausbergen und der Höhenlage von 800 Metern, und nicht zuletzt wegen des Fehlens jeglichen Durchzugsverkehrs, wurde Altenberg im Jahre 1976 das Prädikat Erholungsdorf zuerkannt. Der Ort liegt auch im 2003 begründeten Naturpark Mürzer Oberland.
Schneealm- und Raxgebiet eignen sich für Bergtouren, Wandern, Langlaufen und Nordic Walking, es gibt auch verschiedene Klettersteige in den unterschiedlichsten Schwierigkeitsgraden, und geführtes Wasserfallklettern. Außerdem gibt es einen Eisstockschießplatz sowie einen Eislaufplatz. Zur Ortschaft gehören die Schutzhütten Schneealpenhaus am Schneealmplateau, Lurgbauerhütte am Ameisbichel (Selbstversorger) und Gamseckerhütte am Gamseck der Rax (die Anton-Zimmermann-Hütte daneben ist seit 2011 gesperrt).
Nahe dem Altstoffsammelzentrum befindet sich eine Tankstelle für E-Bikes, diese können in Mürzzuschlag ausgeliehen werden.

## Kultur und Sehenswürdigkeiten

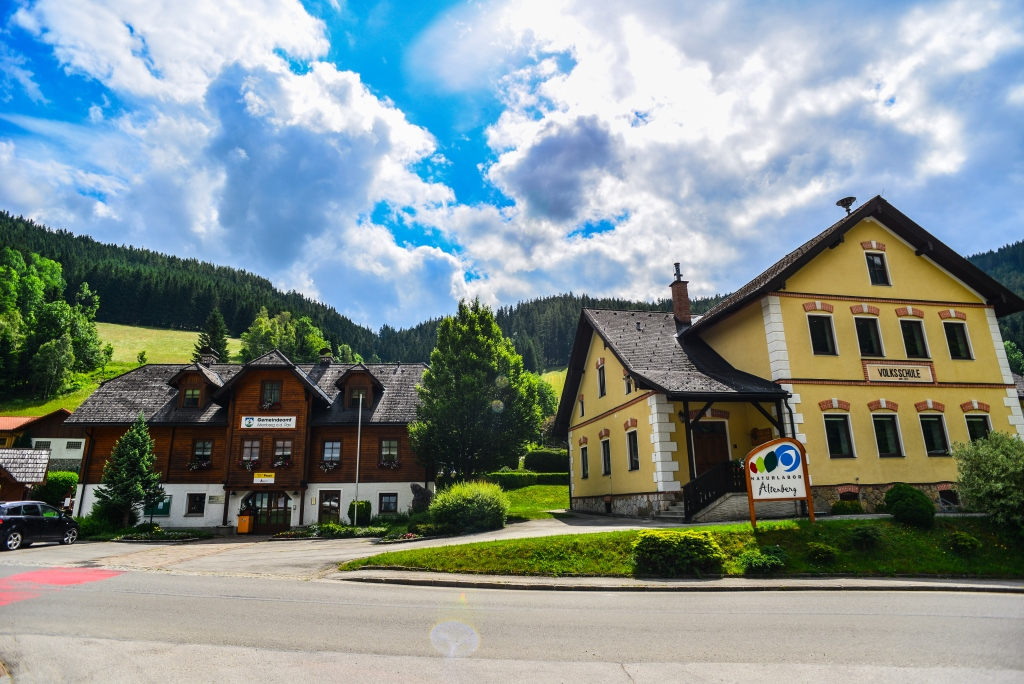
Ortskern mit dem ehemaligen Gemeindeamt

Bemerkenswert ist das Ortsbild mit den vielen noch erhaltenen historischen Häusern. Diese sind teilweise noch aus der Zeit der Bergbautätigkeit erhalten, wie zum Beispiel das Grubenhaus, das Bergmeisterhaus und diverse Knappenhäuser. Zahlreiche Häuser werden durch Blumenschmuck eingerahmt, ebenso viele öffentliche Flächen.

### Baulichkeiten
- Kriegerdenkmal: Das Denkmal befindet sich im Zentrum von Altenberg, es bildet die zweite Station des Montanrundweges Altenberger Erzberg. Auf dem ist ein Eisenerzstein montiert, welcher um das Jahr 1870 aus dem Bergwerk am Altenberger Erzberg befördert wurde. Er hat ein Gewicht von circa zwei Tonnen und war ursprünglich für die Weltausstellung in Paris bestimmt. An der rechten Seite des Kriegerdenkmals befindet sich ein Kalkstein, welcher typisch für die geologische Form der Kalkalpen ist.
- Groschenlochbrunnen am Dorfplatz

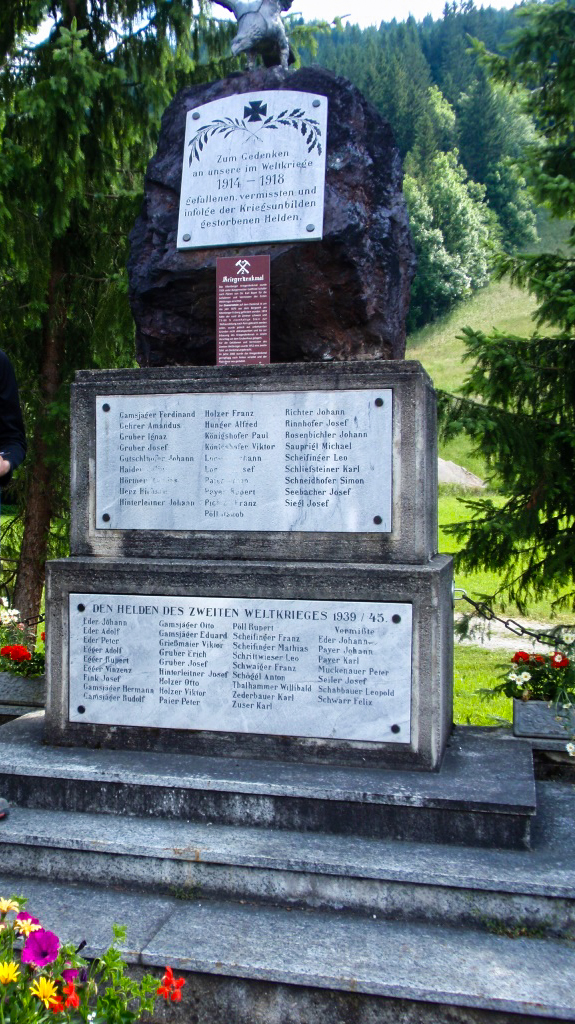
Kriegerdenkmal
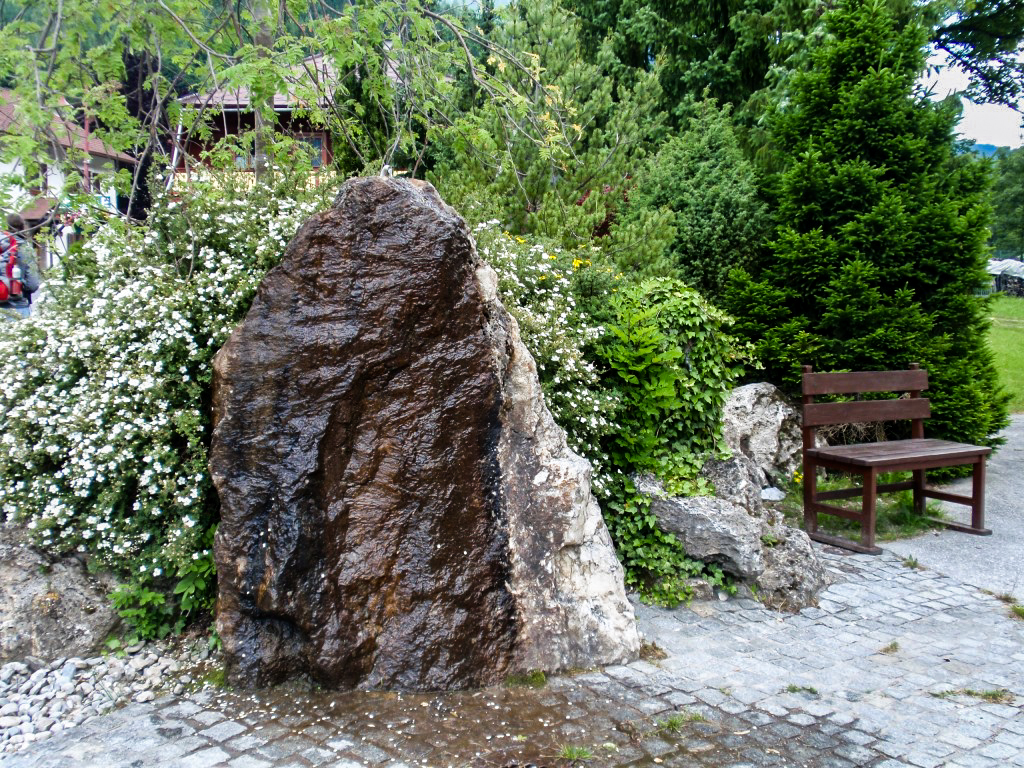
Kalkstein beim Kriegerdenkmal

### Museen und Lehrpfade

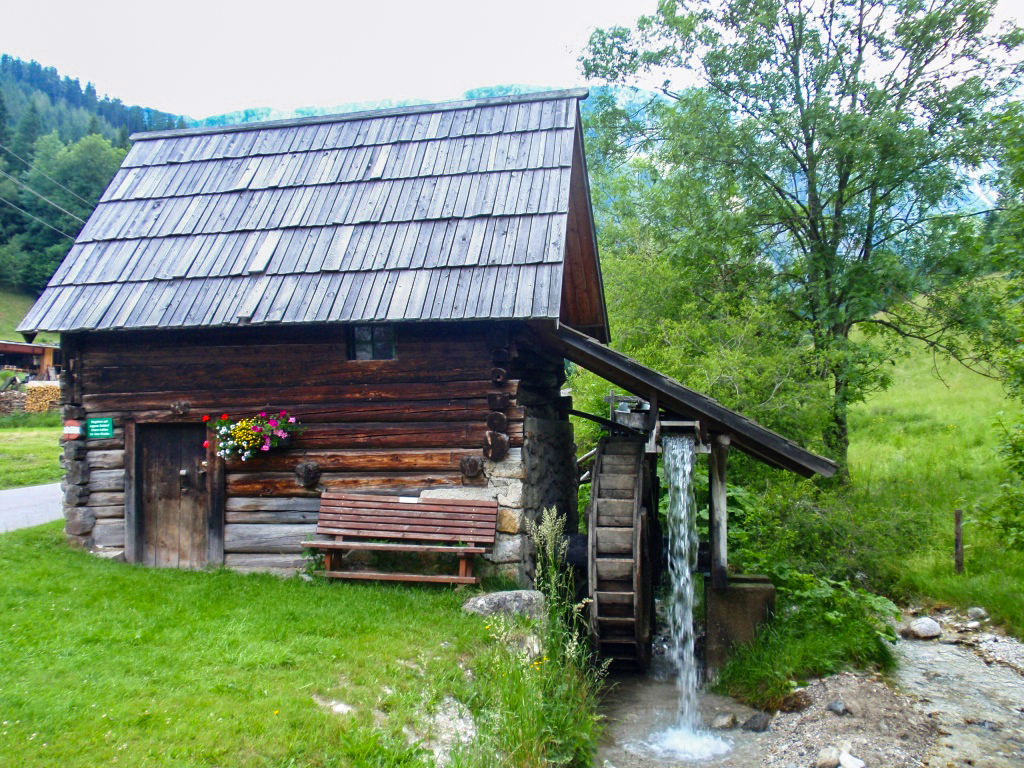
Lurgbauermühle in Lohmgraben

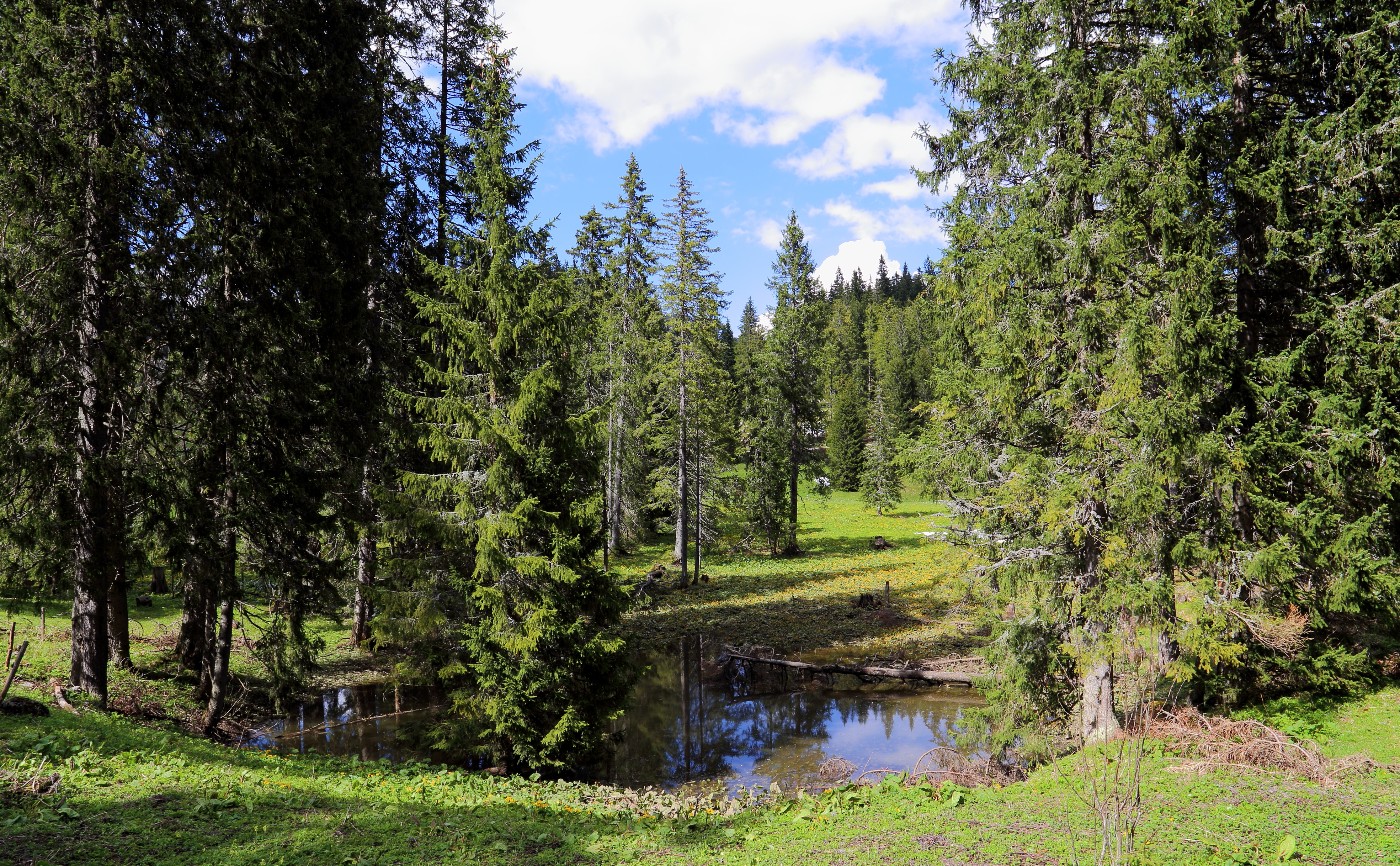
Landschaft des Schneealp-Plateaus

- Bergwerksmuseum Montanarum: Das Museum wurde am 27. März 2015 eröffnet und befindet sich in einem Nebengebäude des Altenbergerhofes. Es zeigt montanhistorische Relikte aus dem 18. und 19. Jahrhunderts: Vermessungsinstrumente, Werkzeuge, Grubenlampen, Bergmannsbekleidung, Grubenpläne, Fotos, Dokumente, Alltagsgegenstände, Mineralien usw. Die Informationen spannen einen Bogen vom in Altenberg abgebauten Eisenerz bis zum Eisen- und Hüttenwerk Neuberg und den dort hergestellten Produkten.
- Montanrundweg Altenberger Erzberg:[10] Ein etwa zwei Kilometer lange Lehrpfad entlang den Spuren des Bergbaus in Altenberg, der vom Zentrum über historische Stätten zu verschiedenen Relikten führt: Historische Häusern, Halden, Stollen und Pingen. Vom Ausgangspunkt bei der Signalschale beim Groschenlochbrunnen am Dorfplatz führt der Rundweg über das Kriegerdenkmal, durch das Knappendorf auf den Alternberger Erzberg und wieder zurück zum Ausgangspunkt. Der Weg ist ganzjährig begehbar und dauert ca. 1½ Stunden.
- Aquazelle Altenberg[11] Auf dem Wassererlebniswanderweg entlang eines Baches im Lohmgraben wird die Wechselwirkung von Wasser und Gestein, Tier- und Pflanzenwelt erklärt. Durch den Lehrpfad wird die Funktion des Ortes als Quellschutzgebiet aufgegriffen und thematisiert, eine Quelle und Quellstube sind einsichtig. Am Weges liegen auch die 200 Jahre alte Lurgbauermühle, eine Kneippstelle und eine interaktive Hochwassersimulation. Von Mai bis Oktober begehbar, Gehzeit 1½ bis 2 Stunden.
- Lebensraum Hecke und Ökolehrpfad:[12] Die beiden Pfad thematisieren ökologische und einzelnen Heckengehölze. Ein angelegter Teich bietet Amphibien, Vögeln und Wasserpflanzen einen geeigneten Lebensraum. Ganzjährig begehbar, dauert etwa 30 bis 45 Minuten.
- Wald der Sinne:[13] Sensorischer Erlebnisweg etwas außerhalb des Dorfzentrums, wie Balanzierbalken, Barfußparcours oder Duftbett. Von Mai bis Oktober geöffnet; kostenpflichtig.

### Veranstaltungen
- Internationales Wasserforum 1997–2001 des Vereins Die steirische Wasserstraße

## Persönlichkeiten
- Leopold Eckhart (1900–1974), Eisenbahner, Politiker (SPÖ) und Abgeordneter zum Landtag von Niederösterreich